# Tel Kira
Tel Kira (hebrejsky: תל קירה) je vrch o nadmořské výšce 222 metrů v severním Izraeli.
Leží na severovýchodním okraji vysočiny Ramat Menaše, nedaleko od okraje zemědělsky využívaného Jizre'elského údolí, cca 22 kilometrů jihovýchodně od centra Haify a cca 1 kilometr západně od vesnice ha-Zorea. Má podobu výrazného návrší se zalesněnými svahy, které na východ a jih odtud přecházejí do rozsáhlého lesního komplexu. Na východní straně terén klesá do údolí vádí Nachal ha-Šofet s pramenem Ejn Chaširat (עין חשרת). Podél jižního úpatí kopce přitéká do Nachal ha-Šofet vádí Nachal Sanin. U něho leží pramen Ejn Sanin (עין שנין). Jižně odtud se zvedá vrch Giv'at Miš'ol. Na západě a jihozápadě začíná mírně zvlněná a převážně odlesněná krajina vlastní náhorní plošiny Ramat Menaše s městem Jokne'am.